# Faksib
Faksib (nep. फक्सिब) – gaun wikas samiti we wschodniej części Nepalu w strefie Kośi w dystrykcie Dhankuta. Według nepalskiego spisu powszechnego z 2001 roku liczył on 381 gospodarstw domowych i 1900 mieszkańców (969 kobiet i 931 mężczyzn).